# Beépített tűzjelző berendezés
A tűzjelzőt vagy tűzjelző rendszert a hivatalos tűzvédelmi terminológiában beépített tűzjelző berendezésnek nevezik.
A pontos definíciót 28/2011. (IX. 6.) BM rendelettel kiadott Országos tűzvédelmi szabályzat adja meg:

„Beépített tűzjelző berendezés: az építményben, szabadtéren elhelyezett, helyhez kötött, a tűz kifejlődésének korai szakaszában észlelést, jelzést és megfelelő tűzvédelmi intézkedést (tűzoltóság értesítése, tűzszakaszhatáron elhelyezett ajtók csukása, oltóberendezések indítása stb.) önműködően végző berendezés.”

## A tűzjelző berendezés felépítése
A tűzjelző berendezés általános felépítése a következő:
- Tűzjelző központ (EN 54-2)
- Tápellátás (elsődleges és másodlagos) (EN 54-4)
- Automatikus érzékelők (füst-, láng-, hősebesség-érzékelő stb.)
- Kézi jelzésadók (EN 54-11)
- Hangjelzők (EN 54-3)
- Fényjelzők (EN 54-23)
- Tűz- és hibaátjelző egység (opcionális, amennyiben a jogszabály vagy a hatóság az adott létesítmény esetében előírja)

Az analóg tűzjelző rendszerek a következő részegységeket tartalmazhatják az előzőeken túl:
- Zárlatszakaszoló (rövidzár izolátor) (EN 54-17)
- Bemeneti/kimeneti eszközök (jelző/vezérlő modulok)(EN 54-18)

Az eszközöket általában vezetékek kötik össze, de ismert a rádiókapcsolattal kialakított rendszer is.

## Tűzjelző központ
A tűzjelző berendezés fontos eleme, amelynek általános feladatai a következők.
- Ellátja energiával a rendszer többi elemét.
- Fogadja a hozzákapcsolt érzékelőktől érkező jeleket.
- Meghatározza, hogy a jelek tűzriasztási állapotnak felelnek-e meg.
- Hallhatóan és láthatóan jelzi a tűzriasztási állapotot.
- Jelzi a tűz helyét.
- Lehetőleg regisztrálja a tűzriasztásra vonatkozó információkat.
- Felügyeli a rendszer üzemszerű működését és hiba (pl. zárlat, vonalszakadás vagy energia ellátási hiba, stb.) esetén látható és hallható jelzést ad.
- Továbbítja a riasztást a hang-, illetve fényjelző berendezések felé.
- Továbbítja a tűzriasztást, illetve a hibajelzést távjelző segítségével.
- Vezérli a tűzvédelmi berendezéseket (automatikus oltóberendezés, hő- és füstelvezető stb.).

## Automatikus érzékelők
A tűz során megjelenő tűzjellemzőket észlelő eszközöket nevezzük automatikus érzékelőknek. Az érzékelőket különböző szempontok alapján csoportosíthatjuk, melyek a következők lehetnek:
Az érzékelt tűzjellemző alapján
- Hőérzékelő: olyan érzékelő, amely a hőmérséklet emelkedésére reagál.
- Füstérzékelő: olyan érzékelő, amely szemcsés égéstermékekre és/vagy a levegőben pirolízises anyagokra (aeroszolokra) érzékeny.
  - Ionizációs füstérzékelő: az égéstermékekre érzékeny olyan érzékelő, amelyben az égéstermékek képesek hatást gyakorolni az ionizációs áramra.
  - Optikai füstérzékelő: olyan égéstermékekre érzékeny érzékelő, amely égéstermékek az elektromágneses spektrum infravörös, látható és/vagy ultraibolya tartományaiban a fényelnyelést vagy a szóródást képesek befolyásolni.
  - Aspirációs füstérzékelő: olyan speciálisan kifejlesztett érzékelő, melynek nagy teljesítményű ventilátora egy csőrendszeren keresztül állandóan szívja a helyiség levegőjét az érzékelő kamrába, ahol a füstérzékelő már csekély füstnyomokat is felismer, és riasztást továbbít a tűzjelző központba.
- Gázérzékelő: olyan érzékelő, amely az égés és/vagy termikus bomlás során keletkező gáznemű anyagra érzékeny.
- Lángérzékelő: olyan érzékelő, amely a tűz lángja által kibocsátott sugárzásra reagál.
  - Infravörös (IR) lángérzékelő: lángérzékelő, amely a tűz lángja által kibocsátott 850 nm-nél nagyobb sugárzásra reagál.
  - Ultraibolya (UV) lángérzékelő: lángérzékelő, amely a tűz lángja által kibocsátott 300 nm-nél kisebb sugárzásra reagál.
- Többfunkciós érzékelő: olyan érzékelő, amely egynél több tűzjellemzőre reagál.

A tűzjellemző feldolgozási módja szerint
- Küszöbérték érzékelő: olyan érzékelő, amely akkor kezdeményez riasztást, amikor a mért tűzjellemző nagysága bizonyos értéket elég hosszú ideig meghalad.
- Különbségérzékelő: olyan érzékelő, amely akkor kezdeményez riasztást, amikor a két vagy több helyen mért jelenség nagyságában mutatkozó – általában csekély – különbség bizonyos értéket elegendő ideig meghalad.

A térbeli elhelyezkedés szerint
- Pontszerű érzékelő: olyan érzékelő, amely egy rögzített pont környezetében érzékelt tűzjellemzőre reagál.
- Többpont-szerű érzékelő: olyan érzékelő, amely több meghatározott pont környezetében érzékelt tűzjellemzőre reagál.
- Vonalszerű érzékelő: olyan érzékelő, amely egy folytonos vonal mentén érzékelt tűzjellemzőre reagál.

Az érzékelő visszaállíthatósága szerint
- Önműködően visszaálló: a riasztás után önműködően állítja önmagát normál, érzékelésre kész állapotba.
- Visszaállítható: a riasztás után a helyszínen vagy távolról elvégzett művelettel lehet visszaállítani normál, érzékelésre kész állapotba.
- Nem visszaállítható: a riasztás után a nem állítható vissza normál, érzékelésre kész állapotba.

Vizsgált állapot száma szerint
- Kétállapotú érzékelő: az érzékelő a „normál” és a „tűzriasztás” állapottal kapcsolatos két kimeneti állapot közül az egyiket adja.
- Többállapotú érzékelő: az érzékelő kettőnél több, korlátozott számú állapot közül, amelyek a „normál” és a „tűzriasztás” és más rendellenes állapotokkal kapcsolatosak, az egyiket adja.
- Analóg érzékelő: az érzékelő által kiadott kimeneti jel tükrözi az érzékelt jelenség értékét.

## Kézi jelzésadók
A kézi jelzésadó a tűzjelző berendezésnek azon alkotóeleme, amelyet a risztás kézi kezdeményezésére használnak. A riasztás-kezdeményezés lehetőségének módja szerint a következő típusokat különböztetjük meg:
- A típusú (közvetlen) kézi jelzésadó.
- B típusú (közvetett működtetésű) kézi jelzésadó.

## Külső riasztóeszközök
A tűzjelző központon kívül a létesítmény területén is szükségessé válhat a tűzriasztás Hanggal, illetve fénnyel való megjelenítésére, valamint a riasztásra vonatkozó egyéb adatok valamilyen megjelenítésére. E célokat szolgálják:
- a szirénák,
- fényjelzők,
- másodkijelzők,
- grafikus megjelenítők.

## Tűzriasztást és hibajelzést továbbító és fogadó berendezés
A tűzjelző központ állandó felügyeletének hiányában vagy annak kiegészítésére alkalmazható a tűzriasztást és hibajelzést elkülönítetten továbbító berendezés, amely a tűzjelző berendezés jelzéseit egy távfelügyeleti központba, vagy a tűzoltóság híradó ügyeletére küldi. Átjelzéseket fogadó távfügyeleti központot csak olyan cég üzemeltethet, amely e tevékenység céljából regisztrálva van Országos Katasztrófavédelmi Főigazgatóságon.

## Rövidzár-leválasztó eszköz (izolátor)
Az analóg tűzjelző rendszerek sok érzékelőt tartalmazó vezetékszakaszain az esetleges rövidzár káros hatásainak kiküszöbölése érdekében rövidzár-leválasztókat (más néven izolátorokat) építenek be. Az előbb említett meghibásodások ekkor csak a két izolátor közötti szakaszt érintik, a rendszer többi része továbbra is működőképes marad.

## Vezérlőmodulok
A címezhető analóg rendszereknél az érzékelőket a tűzjelző központtal összekötő vezetékek tartalmazhatnak címezhető output elemeket, amelyek vezérlik a külső riasztóegységeket, a tűzvédelmi berendezéseket, gépészeti elemeket, nyílászárókat stb.

## Jelzőmodulok
A címezhető analóg rendszereknél lehetőség van külső kontaktus jellegű jelzések (sprinklerrendszer, épületgépészeti berendezések stb.) fogadására és tűzjelző központban történő megjelenítésére.